# Потусторонний (Marvel Comics)
Потусторо́нний (англ. Beyonder) — космическая сущность, персонаж вселенной Marvel. Создан писателем Джимом Шутером и художником Майком Зеком. Впервые Потусторонний появился в Secret Wars #1 (1984) как некое невидимое всемогущее существо, которое похитило супергероев и суперзлодеев Вселенной Marvel и поместило их на далёкую планету, именуемую «Миром битв», где все герои и злодеи должны были сразиться ради приза от всемогущего Потустороннего. Позже появился в качестве главного антагониста в Secret Wars II, где предстал в человеческом обличье и угрожал уничтожить всю Мультивселенную Marvel. Так, Потусторонний взял себе внешностью белого мужчины с чёрными вьющимися волосами, которая позже в следующих комиксах стала его основным обличием. Являлся крайне могущественным, был угрозой для всей Вселенной и Мстителям. Но позже выясняется, что Потусторонний является всего лишь дитём расы Потусторонних, которая в свою очередь была создана когда-то Целестиалами. Тем не менее классическая версия Потустороннего всё же остаётся самой запоминающейся и самой угрожающей, превосходя силу даже сильнейших космических существ Вселенной Marvel.

## Биография

### Secret Wars
Потусторонний прибыл из области, находящейся за гранью мультивселенной, которая называется Запредельная Сфера или просто «Грань» и взял себе имя «Потусторонний». Это измерение было случайно открыто лабораторным работником по имени Оуэн Рис. Часть энергии из этого измерения высвободилась и наделила Риса почти безграничной силой, владея которой, он стал известен как Молекулярный человек — одним из самых могущественных злодеев Вселенной Марвел. Оставшаяся энергия из карманного измерения получила способность чувствовать, и первое, что она почувствовала, стало любопытство. Потусторонний создал планету, называемую «Мир Битв» из кусков различных планет (одним из них стал пригород Денвера) и похитил супергероев и суперзлодеев с Земли, чтобы он мог наблюдать непрекращающуюся битву между добром и злом. В это время его силу забрал Доктор Дум.

### Secret Wars II
Заинтригованный происходящим во время Тайных Войн, Потусторонний возвращается на Землю в Secret Wars II дабы всесторонне изучить людей и всех их желания и стремления непосредственно находясь среди них. Он создал себе человеческое тело (его изначальное тело было похоже на Человека-молекулу). Он также превратил сценариста Стюарта Кедвилла в Громовой Меч. Наконец, он создаёт себе тело Капитана Америки после того, как тот победил Армадилло.
Позже, Потусторонний знакомится со слепым супергероем Сорвиголова и возвращает ему способность видеть. Понимая, что желание сохранить зрение может поставить под угрозу его честность и самоотверженность, Сорвиголова потребовал Потустороннего вернуть всё как было, что тот и сделал.
Для борьбы с Потусторонним, Мефисто послал своего демона — Горького Рога, чтобы сформировать «Легион Проклятых». Ему удалось завербовать 99 злодеев, пожимая им руки. В ожидании Легиона Проклятых, Мефисто обманом заставил Существо подписать контракт, увеличивающий его силу. Когда Легион прибыл, Существо защитил Потустороннего от них. Мефисто пришлось разорвать контракт с Существом, ибо почти весь Легион Проклятых был побеждён. Поскольку Потусторонний и Существо разрушили его план, Мефисто пришлось вернуть всем злодеям статус-кво.

### Команда Дэдпула
После событий кроссовера Secret Wars II Дэдпул, участвовавший в войне, получил свой оригинальный сюжет. В этом выпуске молодой, ещё не опытный Дэдпул был нанят Амбалом, чтобы убить Потустороннего. В конце выпуска открылся портал, и преследовавший Потустороннего Дэдпул произнёс: «Продолжение следует.. В Secret Wars III.»

### Космос и Творец
История Потустороннего продолжилась через несколько лет, после того, как выяснилось, что энергия, которой обладает Потусторонний и энергия, полученная Человеком-молекулой должны воссоединиться, чтобы создать основу для психически стабильной зрелой космической сущности. Потусторонний слился с Человеком-молекулой. Это сущность получила имя Космос, избавившись от Человека-молекулы и вернув его на Землю. Космос принял облик женщины и начал учиться у Кубика, путешествуя вместе с ним по вселенной. Когда любовница Человека-молекулы, Вулкана, покинула его, Оуэн Рис пришёл в ярость. Он выделил сущность Потустороннего из Космос и сражался с ним, до тех пор, пока не вмешался Кубик.
Где-то на краю Вселенной Космос сходит с ума и принимает смертную форму, называя себя Творец. После того, как страдающий амнезией Творец уничтожил колонию Ши'ар, Имперской Гвардии удалось заключить его в межгалактическую тюрьму, называемую Килн. Безумие Творца охватывает нескольких заключённых, но его удалось оставить Таносу и его союзниками среди узников. Противостоя Творцу, Танос в критический момент отказывается рассказать ему о его происхождении и, манипулируя этим, ментально закрывает его в собственном разуме. Танос распорядился Ши’ар, чтобы они поддерживали жизнь тела, но не мозга, иначе сущность Потустороннего вновь высвободится.

### «Аннигиляция»
Во время событий кроссовера «Аннигиляция», бывший герольд Галактуса, Павший, теперь служащий Таносу, отправился исследовать последствия разрушения Килна Волной Уничтожения и выяснить судьбу Потустороннего. Павший обнаружил безжизненное тело Космос среди обломков тюрьмы.

### Иллюминаты

Потусторонний в облике человека. Художник Джим Чанг.

В переписи задним числом (реткон) прошлых событий, Чарльз Ксавье во время оригинальных Тайных войн, будучи членом организации Иллюминаты, пытался проникнуть в разум Потустороннего, обнаружив, что он является одним из Нелюдей, как и Чёрный Гром. Ксавье также выявил природу, казалось бы, божественных способностей Потустороннего. Оказалось, что он мутант из расы Нелюдей, подвергшийся воздействию Тумана Терригена который наделил его почти безграничной мощью.
Это открытие привело к противостоянию с Потусторонним во время вторых Тайных Войн. Его действия привели к крайнему неудовольствию Чёрного Грома. Когда они встретились, Потусторонний жил в подобии Манхэттена на Церере, карликовой планете в астероидном поясе.

### Время на исходе
В сюжетной линии «Время на исходе», Потусторонний был назван «дитя Потусторонних».

## Силы и способности
Изначально Потусторонний был одним из самых могущественных существ во Вселенной Марвел. В оригинальных Тайных войнах, он был «альфой и омегой» Запредельной сферы, принявшей человеческий облик, чтобы лучше понять природу людей.
В комиксах указано, что он обладает силой, в миллионы раз превышающей масштабы мультивселенной, а также утверждается, что обычная вселенная всё равно, что капля в океане, в сравнении с Запредельной Сферой.
Потусторонний оказался способным уничтожить, а позже воскресить саму Смерть, хотя это очень сильно его ослабило. Несмотря на это, даже в таком состоянии, он с лёгкостью сумел отправить орду демонов обратно в ад мановением руки.
Однако, будучи перегруженным, он может получать повреждения. Например, Рэйчел Саммерс как хозяйка Силы Феникса, нанесла ему урон до такой степени, что он рухнул на землю. А сражаясь с Человеком-молекулой, он оказался замедленным. Потусторонний терял всю или часть своей мощи по различным причинам. Он также заявил, что Пума, находящийся в совершенной гармонии со Вселенной, был способен убить его, но тому не было никаких доказательств. При попытке стать супергероем, сражаясь с бандой байкеров, Потусторонний заявил, что он пытается сдерживать свою мощь, чтобы соответствовать миру вокруг него.
После того, как его создатель, Джим Шутер, покинул Марвел, редактор Том де Фалко преобразил Потустороннего: он больше не был всемогущим, поскольку различные космические сущности были значительно усилены в масштабах бесконечности.
Тем не менее, Потусторонний сохранил свои бесконечные псионические способности, позволяющие ему управлять материей и энергией на космическом уровне, оставаясь одной из самых сильных космических сущностей, превысив всю собранную энергию из последнего Корабля-Планеты. Однажды, он уничтожил целую галактику ради своей прихоти, во время первых Тайных войн, а позже создал вселенную из себя самого. Когда Человек-молекула отделил Потустороннего от Космос, их битва проходила более, чем в 3 измерениях, что являлось угрозой вызова разрушений масштаба мультивселенной. В своём воплощении «Создатель», Космос заявила, что способна превратить себя в антивещество, что привело бы к уничтожению всей вселенной. Потусторонний может наделить себя и в телесной форме безграничной силой и выносливостью. Тем не менее, уровень его силы значительно ниже, чем у Живого Трибунала и Вечности, или Небожителей. В тоже время Трибунал также ссылался на высшее существо, которое значительно превосходит его собственную силу и был убит Потусторонними.

## Альтернативные версии
- На Земле-691, в комиксе Стражи Галактики, Потусторонний даёт Вейнсу Астро чёрный костюм, похожий на Симбиот.[34]
- На альтернативной Земле из Мутантов Х, Потусторонний сотрудничает с Дракулой, ведя войну с силами Земли и сражаясь существом по имени Королева Гоблинов. Многие мутанты погибли в этом противостоянии. Битва закончилось под угрозой уничтожения реальности.
- Однажды, Джон Бирн спародировал Потустороннего, позволив своему персонажу Мистеру Мксизптлку принять облик, идентичный Потустороннему в его первом появлении. Он называл себя «Отунин Простой» (анаграмма «потусторонний», англ. Beyonder—Ben Deroy). Когда Лоис Лейн спросила его, откуда он, он ответил: «Ох… оттуда и отсюда. Со стороны, скажем так. Да. Со стороны.»[35]
- Во вселенной Свина-Паука , Ос-Сторонний (англ. The Bee-Yonder) ненадолго появляется, чтобы дать Свину-Пауку чёрный костюм, заявив, что его привычный красно-синий вышел из моды.[36]
- Заднесторонний (англ. The Behinder), пародийная версия Потустороннего, появился в юмористическом журнале Что за--?!.

## Другие появления

Потусторонний в Spider-Man: The Animated Series.

- Потусторонний, озвученный Эрлом Боэном, появился в мультсериале Человек паук 1994 года, в качестве Странника, замыслившего выяснить природу категорий Добра и Зла, а также подготовить Человека-Паука к величайшей битве в его жизни.

- Появляется в 4 сезоне мультсериала Мстители, общий сбор! 2013 года, в 19 серии, озвучен Стивеном Уэбером.

- Потусторонний появится в грядущем мультсериале Лунная девочка и Динозавр дьявол.